# Дмитро Кантакузин
Дмитро (Деметрій) I Кантакузин (грец. Δημήτριος Καντακουζηνός; бл. 1343 — 1383) — 3-й деспот Мореї в 1383 році.

## Життєпис
Походив з роду Кантакузиних. Син Матвія I, співімператора Візантії, та Ірини Палеологіни. Народився близько 1343 року. Спочатку мешкав в Константинополі, уоли 1357 року батька зрікся влади. Того ж року отримав від імператора Іоанна V титул себастократора. З 1361 року разом з дідом і батьком перебрався до Містри. З 1360-х років брав участь у політичних і військових справах Морейського деспотату.
У 1380 році Матвій Кантакузин отримав титул деспота Морейського. Допомагав батькові в керуванні деспотатом. У 1381 імператор Іоанн V вирішив зробити деспотом Морєї свого молодшого сина Феодора. Дмитро разом збатьком намагалися цьому протидіяти, але марно. 1383 року Дмитро стає деспотом. Втім до кінця року помер, а деспотатом опанував Феодор Палеолог, відсторонивши дітей Дмитра від влади.

## Радина
- Георгій (д/н - між 145/1459), вчений
- Андронік (д/н - 1453), останній великий доместік Візантії
- Фома (д/н - 1463), дипломат сербського деспота Джураджа Бранковича
- Ірина (ок.1400 - 1457), дружина сербського деспота Джураджа Бранковича
- Олена (д/н - 1463), дружина Давида Великого Комніна, імператора Трапезунда